# Andy Cole
Andrew Alexander Cole (Nottingham, 15 de octubre de 1971), más conocido como Andy Cole, es un exfutbolista inglés de origen jamaicano. Actualmente trabaja como entrenador de delanteros en el Huddersfield Town con su antiguo compañero de equipo en el Newcastle United y el Fulham, Lee Clark.
Cole es el cuarto máximo goleador de la historia de la Premier League. En su carrera, Cole ha marcado un total de 187 goles en la Premier League, únicamente superado por Alan Shearer, con 260, Harry Kane, con 213 y Wayne Rooney, con 200. Cole disputó 15 partidos con la selección de Inglaterra entre 1995 y 2001, marcando un gol, contra Albania, en un partido clasificatorio para el Mundial. Anunció su retirada del fútbol el 11 de noviembre de 2008.

## Biografía
Cole está casado desde el año 2002 con su pareja de toda la vida Shirley Dewar. Tienen un hijo llamado Davante, que actualmente milita en el Milton Keynes Dons Football Club cedido por el Manchester City.

## Trayectoria
Empezó su carrera como futbolista en 1988 en el equipo de juveniles del Arsenal, equipo con el que firmó un contrato profesional en 1989. La temporada siguiente fue cedido al Fulham en la Tercera División Inglesa, donde marcó tres goles en trece partidos. Poco después fue transferido al Bristol City (que estaba en la Segunda división inglesa) por 500,000£.

## Selección nacional
Andy Cole fue internacional con Inglaterra en quince ocasiones. Debutó con los Three Lions el 19 de marzo de 1995 ante Dinamarca sustituyendo en el terreno de juego a Teddy Sheringham. Su único gol con el combinado inglés llegó el 28 de marzo de 2001 ante Albania.

## Clubes
| Club                     | País                    | Año                     | Partidos | Goles | Media goleadora |
| ------------------------ | ----------------------- | ----------------------- | -------- | ----- | --------------- |
| Arsenal                  | Inglaterra              | 1989 - 1991             | 1        | 0     | 0               |
| Fulham (cedido)          | Inglaterra              | 1991                    | 13       | 3     | 0,23            |
| Arsenal                  | Inglaterra              | 1992                    | 12       | 8     | 0,66            |
| Bristol City             | Inglaterra              | 1992 - 1993             | 29       | 12    | 0,41            |
| Newcastle United         | Inglaterra              | 1993 - 1995             | 67       | 55    | 0,82            |
| Manchester United        | Inglaterra              | 1995 - 2001             | 195      | 93    | 0,47            |
| Blackburn Rovers         | Inglaterra              | 2001 - 2004             | 83       | 27    | 0,32            |
| Fulham                   | Inglaterra              | 2004 - 2005             | 31       | 12    | 0,38            |
| Manchester City          | Inglaterra              | 2005 - 2006             | 22       | 9     | 0,40            |
| Portsmouth               | Inglaterra              | 2006 - 2007             | 18       | 3     | 0,16            |
| Birmingham City (cedido) | Inglaterra              | 2007                    | 5        | 1     | 0,20            |
| Sunderland               | Inglaterra              | 2007 - 2008             | 7        | 0     | 0               |
| Burnley (cedido)         | Inglaterra              | 2008                    | 13       | 6     | 0,46            |
| Nottingham Forest        | Inglaterra              | 2008                    | 10       | 0     | 0               |
| Total carrera 1989-2008  | Total carrera 1989-2008 | Total carrera 1989-2008 | 506      | 209   | 0,41            |

## Palmarés

### Campeonatos nacionales
| Título                         | Club              | País       | Año  |
| ------------------------------ | ----------------- | ---------- | ---- |
| Charity Shield                 | Arsenal           | Inglaterra | 1991 |
| Football League First Division | Newcastle United  | Inglaterra | 1993 |
| Premier League                 | Manchester United | Inglaterra | 1996 |
| FA Cup                         | Manchester United | Inglaterra | 1996 |
| Premier League                 | Manchester United | Inglaterra | 1997 |
| Charity Shield                 | Manchester United | Inglaterra | 1997 |
| Premier League                 | Manchester United | Inglaterra | 1999 |
| FA Cup                         | Manchester United | Inglaterra | 1999 |
| Premier League                 | Manchester United | Inglaterra | 2000 |
| Premier League                 | Manchester United | Inglaterra | 2001 |
| Football League Cup            | Blackburn Rovers  | Inglaterra | 2002 |

### Copas internacionales
| Título                | Club              | Sede      | Año  |
| --------------------- | ----------------- | --------- | ---- |
| UEFA Champions League | Manchester United | Barcelona | 1999 |

- Datos: Q216928
- Multimedia: Andy Cole / Q216928